# Terrifier 3
Terrifier 3 är en amerikansk skräckfilm från 2024. Filmen är regisserad av Damien Leone, som även skrivit filmens manus. Den är en uppföljare till Terrifier 2 från 2022.
Filmen hade premiär den 11 oktober 2024 i USA, och hade biopremiär i Sverige den 25 oktober 2024, utgiven av Nonstop Entertainment.

## Handling
Filmen kretsar kring Art the Clown som denna gång går lös på folk i juletid.

## Rollista (i urval)
- Lauren LaVera – Sienna Shaw
- Elliot Fullam – Jonathan Shaw
- Samantha Scaffidi – Victoria Heyes
- David Howard Thornton – Art the Clown
- Chris Jericho – Burke